# Enric de Fuentes
Enric de Fuentes i Lloselles (Barcelona, 31 de enero de 1864-noviembre de 1935) fue un novelista y poeta modernista español.

## Biografía
Ejerció profesionalmente como contable, trabajo que le llevó a vivir un tiempo en París y Madrid. Mantuvo una gran amistad con Joan Maragall y Emili Vilanova. Colaboró en varios periódicos y revistas, como La Ilustració Catalana, La Veu de Catalunya, Quatre Gats, Joventut y Pèl & Ploma, donde publicó una serie de cuentos que posteriormente recopiló en varias obras: Prosa (1897), Estudis (1899), Aplec (1902), Amors i amoretes (1903) y Fulls estampats (1908). Escribió tres novelas de tema amoroso y tono psicológico: Tristors (1904), Il·lusions (1905) y Romàntics d'ara (1906). Como poeta, su producción es menor, centrada en la concurrencia a los Juegos Florales.
Su obra tiene un fuerte componente costumbrista y se suele centrar en las relaciones amorosas y la naturaleza femenina, ambientada por lo general en la Barcelona de finales del siglo XIX.